# Păuloaia, Mureș
Păuloaia este un sat în comuna Gurghiu din județul Mureș, Transilvania, România.